# Eutelesia variegata
Eutelesia variegata är en fjärilsart som beskrevs av Gottfried Christian Reich 1936. Eutelesia variegata ingår i släktet Eutelesia och familjen björnspinnare. Inga underarter finns listade i Catalogue of Life.